# Kensett (Iowa)
Kensett es una ciudad ubicada en el condado de Worth en el estado estadounidense de Iowa. En el Censo de 2010 tenía una población de 266 habitantes y una densidad poblacional de 67,04 personas por km².

## Geografía
Kensett se encuentra ubicada en las coordenadas 43°21′12″N 93°12′38″O / 43.35333, -93.21056. Según la Oficina del Censo de los Estados Unidos, Kensett tiene una superficie total de 3.97 km², de la cual 3.97 km² corresponden a tierra firme y (0%) 0 km² es agua.

## Demografía
Según el censo de 2010, había 266 personas residiendo en Kensett. La densidad de población era de 67,04 hab./km². De los 266 habitantes, Kensett estaba compuesto por el 98.12% blancos, el 0% eran afroamericanos, el 0% eran amerindios, el 1.13% eran asiáticos, el 0% eran isleños del Pacífico, el 0.38% eran de otras razas y el 0.38% pertenecían a dos o más razas. Del total de la población el 0.75% eran hispanos o latinos de cualquier raza.